# Disco Inferno (album)
Pour les articles homonymes, voir Disco Inferno.
Albums de The Trammps
Trammps
(1975) Where the Happy People Go
(1976)
Disco Inferno est un album des Trammps, sorti en 1976.

## Titres
| 1. | Body Contact Contract (Bruce Gray, Norman Harris, Jimmy Hendricks)         | 6:55 |
| 2. | Starvin' (Allan Felder, Norman Harris, Ronald Tyson, Earl Young)           | 7:05 |
| 3. | I Feel Like I've Been Livin' (On the Dark Side of the Moon) (Ronald Baker) | 6:59 |

| 1. | Disco Inferno (Leroy Green, Ron Kersey)                                              | 10:54 |
| 2. | Don't Burn No Bridges (T.G. Conway, Allan Felder, Ronald Tyson)                      | 6:00  |
| 3. | You Touch My Hot Line (Jerry Akins, Johnny Bellmon, Victor Drayton, Reginald Turner) | 4:23  |

## Artistes[2]

### The Trammps
- Earl Young (batteur et chanteur basse),
- Jimmy Ellis (chanteur principal, ténor),
- Robert Upchurch (chanteur baryton),
- Stanley Wade (guitare basse et chanteur ténor),
- Harold Wade (guitare et chanteur ténor),
- avec Flash Wilson comme MC.

### Musiciens
- Ron Kersey, T.G. Conway, Bruce Gray, Carlton Kent : claviers
- Norman Harris, Bobby Eli, T.J. Tindall : guitares
- Ronnie Baker : basse
- Larry Washington, Robert Cupit : congas
- Allan Felder, Ronald Tyson : tambourins
- Barbara Ingram, Carla Benson, Evette Benton, Don Renaldo (avec cordes et cor de Renaldo): chœurs

## Production
- Pistes 1, 2 et 4 publiées par Six Strings Ltd. Piste 3 publiée par Burma East Ltd. Piste 5 publiée par Golden Fleece-Top Bound.  Piste 6 publiée par Writers Music-Golden Fleece.
- Arrangements par Norman Harris, Ronald Baker, Ron "Have Mercy" Kersey et T.G. Conway
- Produit par Norman Harris, Ron "Have Mercy" Kersey, Ronald Baker et Earl Young
- Travail studio par Carl Paruolo et Dirk Devin, assisté par Arthur Stoppe, Peter Humphreys et Carla Bandini
- Mixé par Tom Moulton
- Remix : Jay Mark
- Masterisé par Jose Rodriguez